# Usetxi
Usetxi (Usechi en espagnol) est un village situé dans la commune d'Esteribar dans la Communauté forale de Navarre, en Espagne.
Ce hameau, qui n'a pas le statut de concejo, est situé dans la zone linguistique bascophone de Navarre.